# Lake Poets
Lake Poets, auch Lakists oder Lake School, war ab 1817 als Bezeichnung für eine kleine Gruppe englischer romantischer Lyriker gebräuchlich, die sich im Lake District von Cumberland (heute Cumbria) niederließen.
Initiator war William Wordsworth, der ab Dezember 1799 in Grasmere wohnte. Um näher bei Wordsworth zu wohnen, zog Samuel Taylor Coleridge im August 1800 nach Keswick. Dort ließ sich 1803 auch Robert Southey nieder.
Gerade in der hier entstandenen „Naturlyrik“ und der elegisch sentimentalen Stimmungslyrik wurde die Schönheit des Lake Districts immer wieder thematisiert. Die anfänglich romantische Begeisterung für die französische Revolution wich spätestens in den Jahren des Terrors in Frankreich einer politisch reaktionären Haltung.

## Vertreter

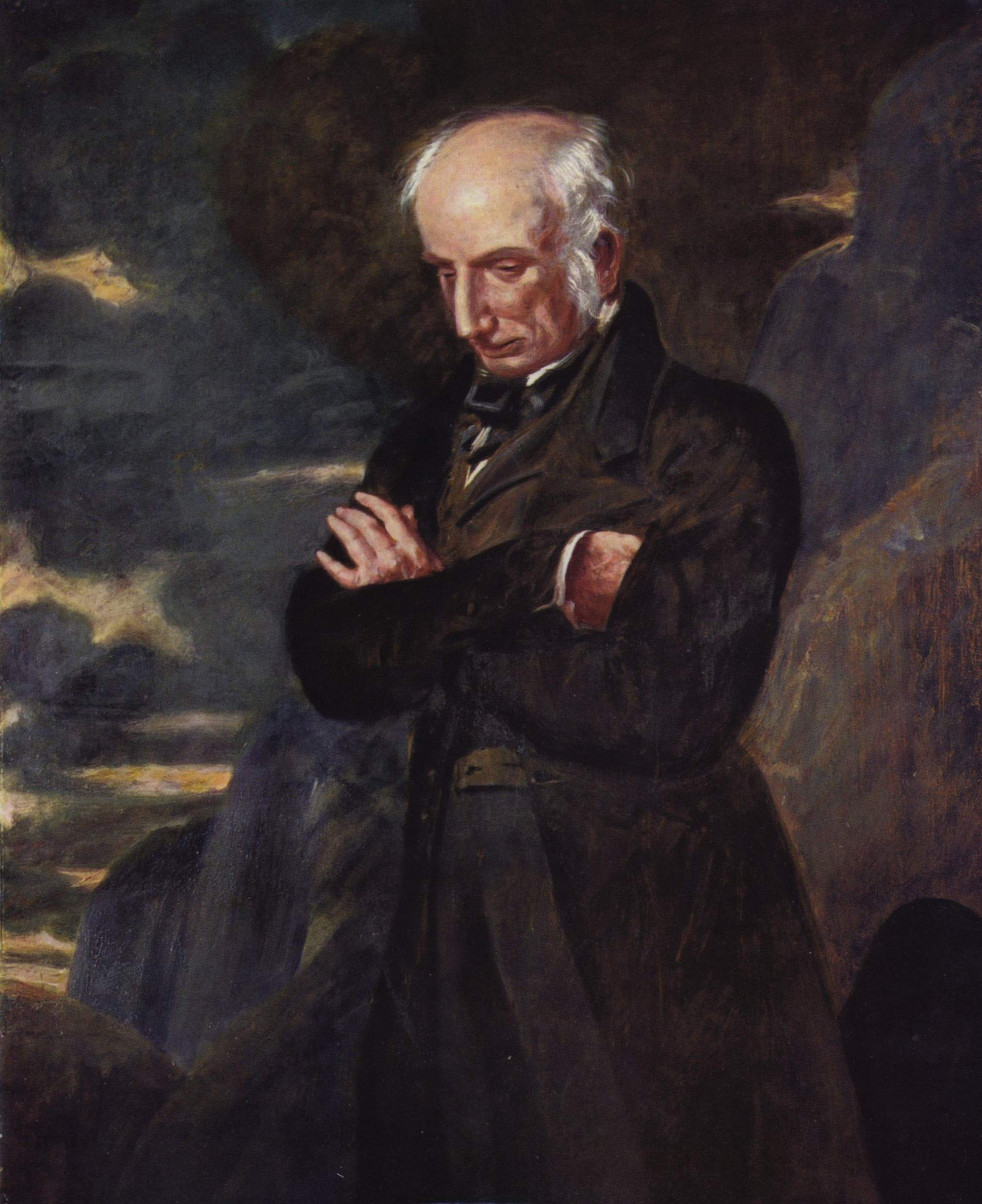
William Wordsworth, Porträt von Benjamin Robert Haydon, 1842
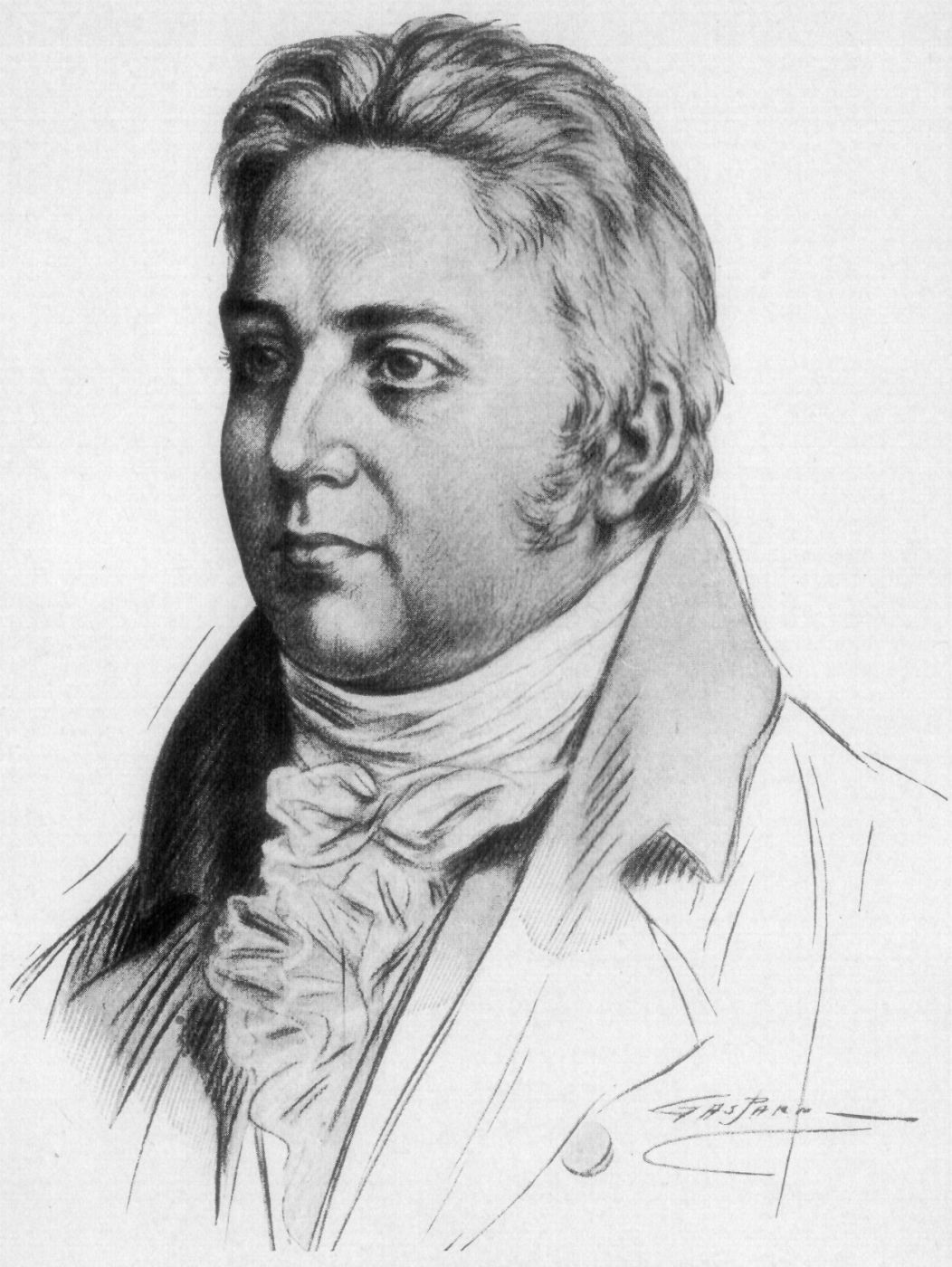
Samuel Taylor Coleridge
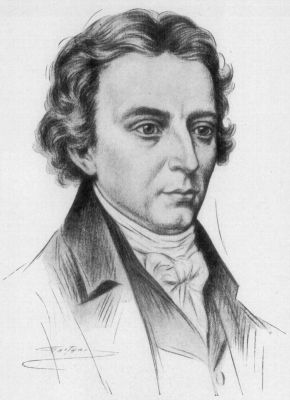
Robert Southey